# (8014) 1990 MF
(8014) 1990 MF es un asteroide que forma parte de los asteroides Apolo, descubierto el 26 de junio de 1990 por Eleanor F. Helin desde el Observatorio del Monte Palomar, Estados Unidos.

## Designación y nombre
Fue designado provisionalmente como 1990 MF.

## Características orbitales
1990 MF está situado a una distancia media del Sol de 1,746 ua, pudiendo alejarse hasta 2,543 ua y acercarse hasta 0,9498 ua. Su excentricidad es 0,456 y la inclinación orbital 1,866 grados. Emplea 842,997 días en completar una órbita alrededor del Sol.
El próximo acercamiento a la órbita terrestre se producirá el 23 de julio de 2020.

## Características físicas
La magnitud absoluta de 1990 MF es 18,7.